# Wewela
Wewela (Lakota: wiwíla; „Ein Frühling“) ist ein gemeindefreies Gebiet in Tripp County im US-Bundesstaat South Dakota. Wewela befindet sich auf dem U.S. Highway 183 in der Nähe der Grenze von Nebraska südlich von Colome.